# Campamento científico Livingston

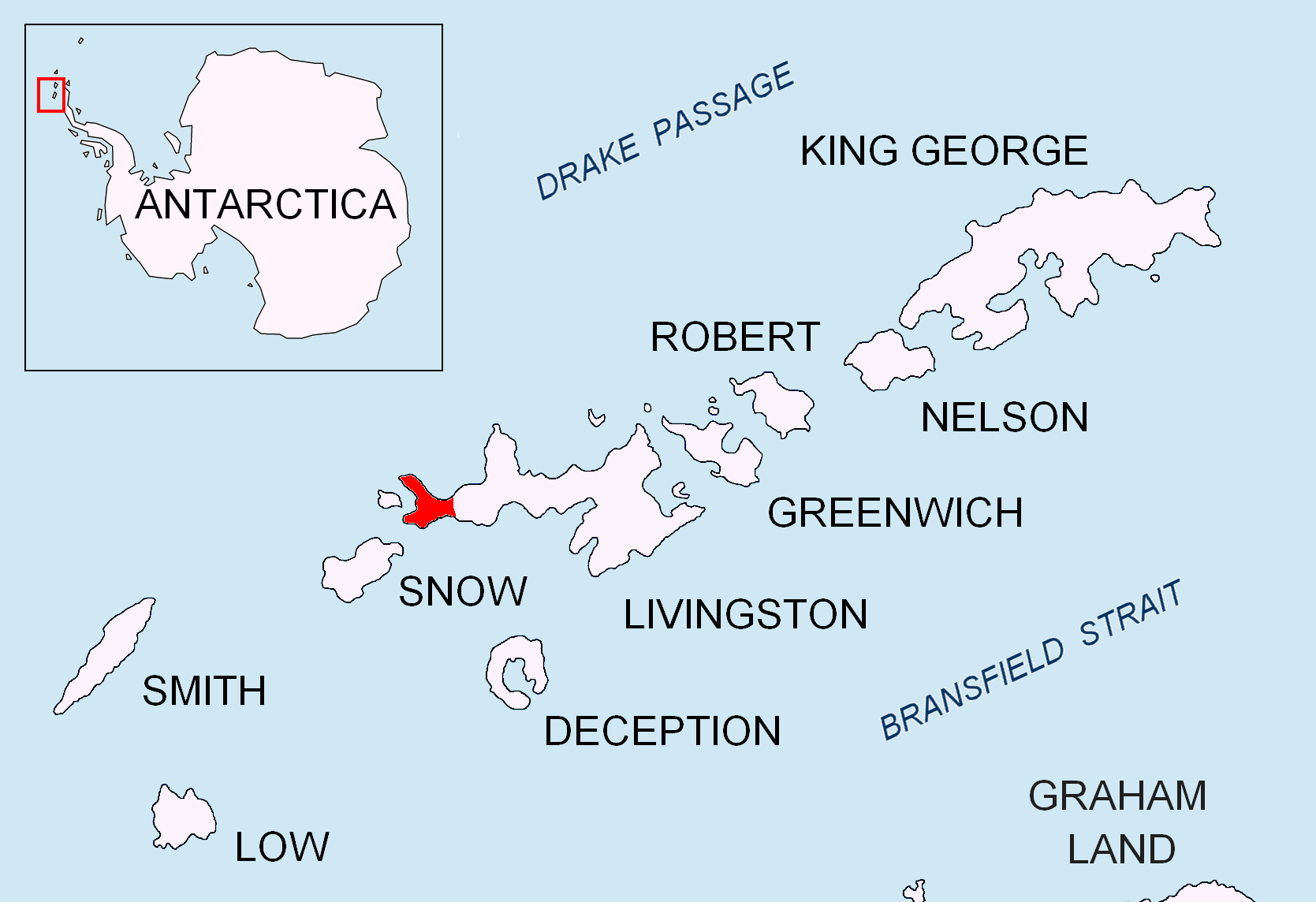
Localización de la península Byers en las Shetland del Sur.

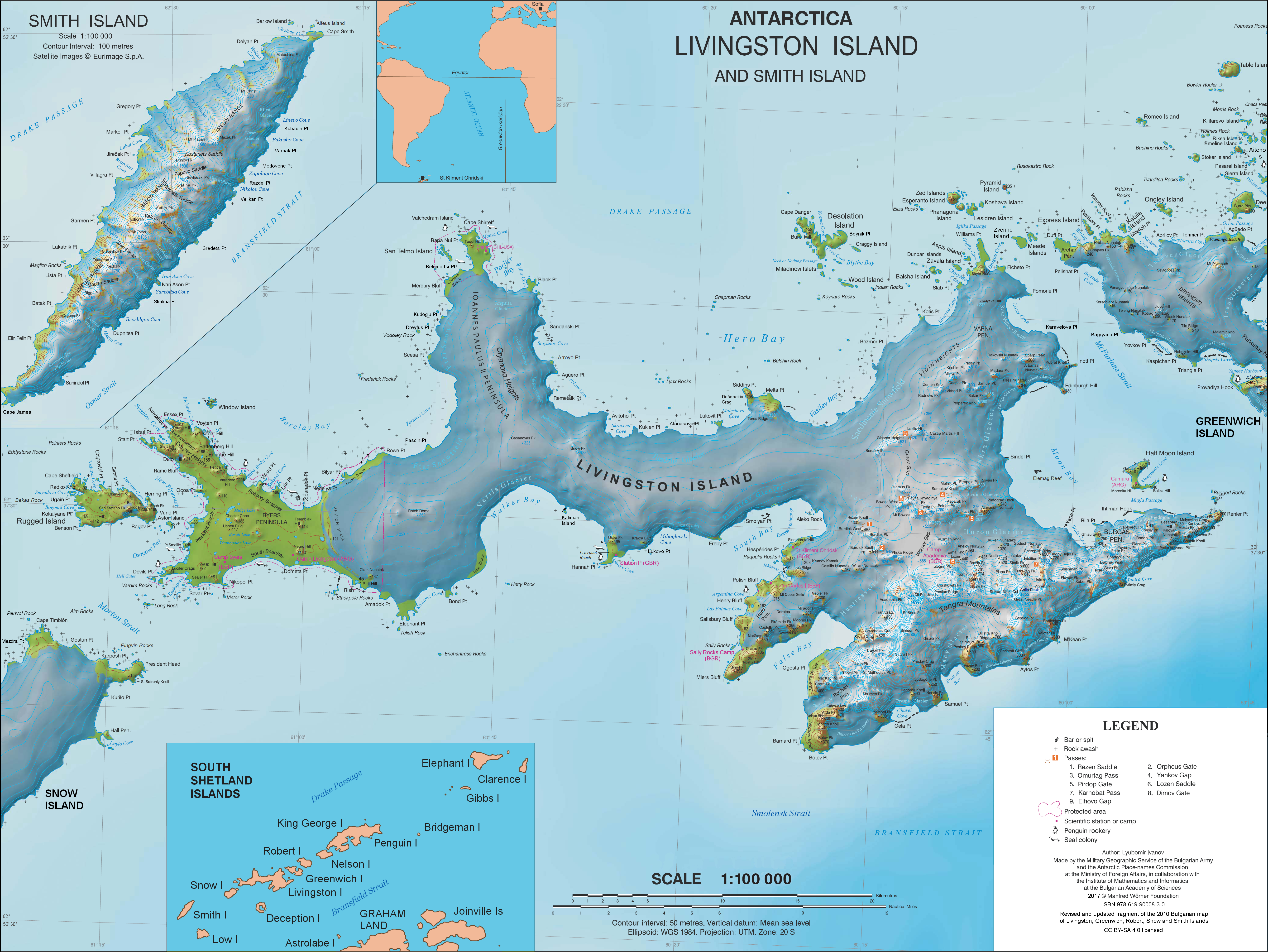
Mapa topográfico de las islas Livingston y Smith.

El campamento científico Livingston fue el campamento del grupo de Geocronología del Instituto Antártico Argentino que se establecía en la península Byers en el extremo oeste de la isla Livingston, en las islas Shetland del Sur en la Antártida. Fue habilitado durante el verano en las campañas antárticas argentinas desde 1995 a 2000, sin construcción de estructuras. La península Byers es una Zona Antártica Especialmente Protegida (ZAEP-126) desde 2002, por lo que su acceso quedó muy restringido.
El campamento se situaba a 500 metros al oeste-suroeste de cerro Negro, a 700 metros al norte de la punta Dometa, a casi 5 kilómetros al este del campamento Byers de España y a 4,38 kilómetros al sureste del pico Chester Cone.
El campamento estaba conformado por carpas individuales, una carpa-baño, una carpa-laboratorio, una carpa-ducha y una carpa-cocina. Durante su existencia se realizaron investigaciones geológicas de los afloramientos rocosos y glaciares. Aquí ocurrió el tercer hallazgo en el mundo de una especie de palmera que creció cuando la Antártida, América del Sur, África, Oceanía y la India conformaban el continente Gondwana hace unos 280 millones de años. El rompehielos ARA Almirante Irízar trasladó al personal, los materiales y los víveres al área.
Durante su funcionamiento existió una oficina postal que utilizó un matasellos propio entre 1998 y 1999. El primer diseño mostraba dibujos de dos Leucocarbo, género de aves llamadas cormoranes de ojos azules, e incluía el código postal 9411. En la segunda versión de 1999, aparecía una segunda letra N agregada por error (Livingnston). Además, la tipografía utilizada era diferente.